# Fading Colours

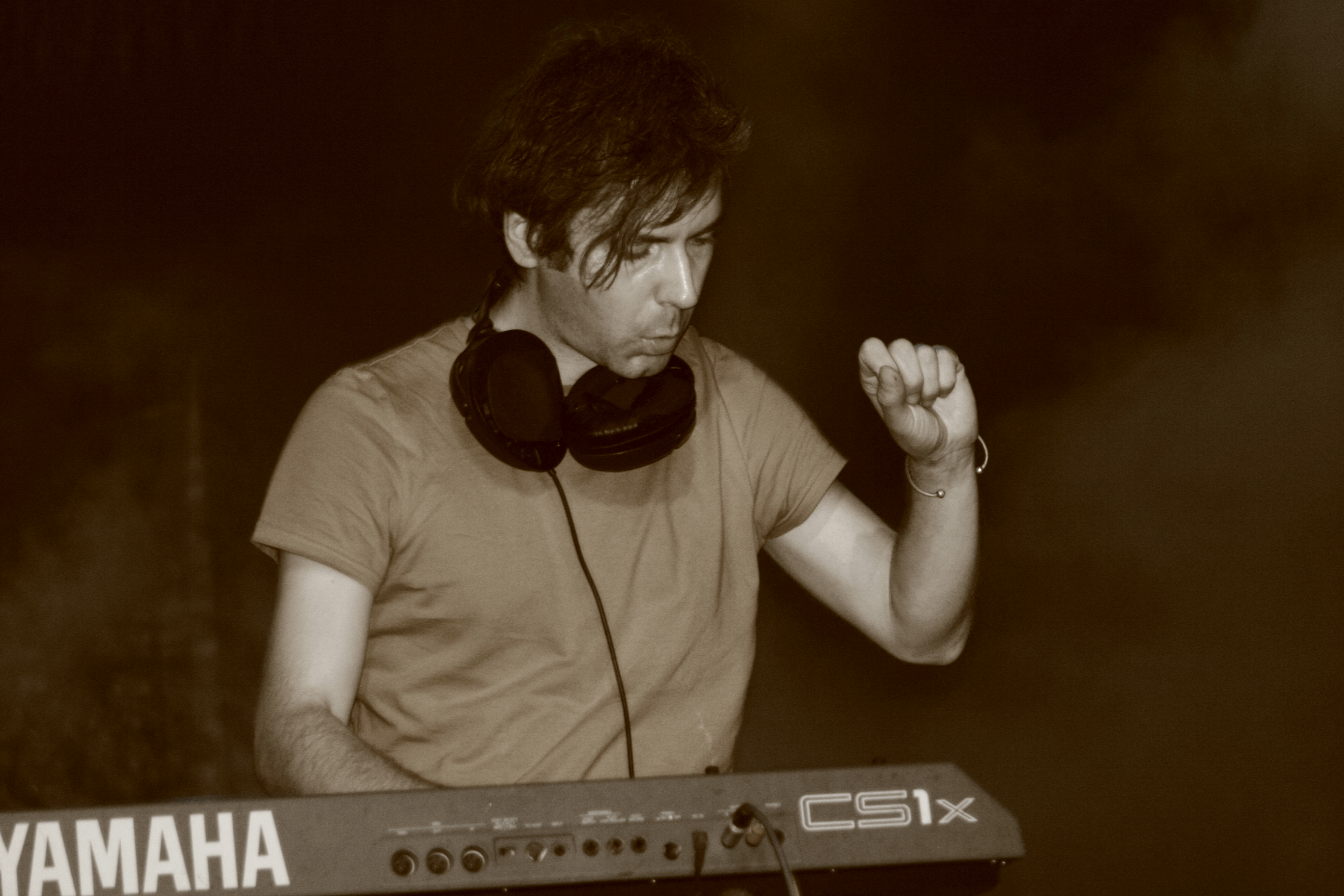
Лешек Раковський

Fading Colours — польський дарквейв-гурт, виконує готичну електронну музику, представник течії  Дарк психоделік-транс.
Сформувалася 1986 року в м. Болеславець біля Єленя-Ґура. Створили гурт брати Лешек та Кшиштоф Раковський, які пізніше стали організаторами Castle Party та Vampira Festival.
Спочатку колектив носив назву  Bruno Wątpliwy, з 1991 — Bruno The Questionable, з 1994 — Fading Colours.
Склад гурту: К. Раковський (K. Rakowski), Л. Раковський (L. Rakowski), П. Новак (P. Nowak), П. Ієроніма (P.Jerominow).
Гурт виступає на найпрестижніших заходах, пов'язаних з незалежною музикою — від польського Castle Party, на якому з самого початку була постійним гостем, концертів у Німеччині та Великої Британії (в тому числі на Carnival od Souls), до найвідоміших фестивалів Wave-Gotik-Treffen та M'era Luna Festival.

## Дискографія
- Lie (альбом, 1995, Dion Fortune Records, SPV)
- Black Horse (альбом, 1995, Dion Fortune Records, SPV, Metal Mind 2002)
- Time (мініальбом, 1996, Dion Fortune Records, SPV, Metal Mind 2002)
- I'm Scared Of... (альбом, 1998, Dion Fortune Records, SPV, Koch Int. Polska)
- Strzeż się tych miejsc (сингл, 1998, Koch Int. Polska)
- The Beginning 89-93 (альбом, 2002, Metal Mind Productions, Big Blue Records)
- (I had to) Come (альбом, січень 2009, Big Blue Records, Vision Music)

В 1998 з групою виступала англійська співачка Анна Кларк,